# Croton luteovirens
Espèce
Classification APG III (2009)
Croton luteovirens est une espèce de plantes à fleurs du genre Croton et de la famille Euphorbiaceae présente au Nouveau-Mexique.